# Mikroarchitektury procesorów Intela
Zestawienie przedstawia niepełną listę mikroarchitektur procesorów produkcji Intela. Poniższa lista nie jest kompletna, producent planuje już produkcję kolejnych.

## Mikroarchitektury x86
- 8086 – 1974; pierwszy procesor rodziny x86; poprzednik zarzuconego projektu iAPX 432; konkurencja dla ówczesnych produktów Motoroli, Ziloga (Z80) i National Semiconductor
- 80186 – Zaimplementowany kontroler DMA, kontroler przerwań, zegary i logika CS szyny danych.
- 286 – Pierwszy x86 procesor z zaimplementowanym trybem chronionym
- i386 – Pierwszy 32-bitowy procesor x86
- i486 – Druga generacja 32-bitowych procesorów x86; wbudowany koprocesor i pipelining
- P5 – procesory rodziny Pentium
- P6 – użyta w procesorach Pentium Pro, Pentium II, Pentium II Xeon, Pentium III i Pentium III Xeon
- NetBurst – procesory Pentium 4, Pentium D, oraz niektóre procesory Xeon. Mikroarchitektura czasami mylnie nazywana P7, aczkolwiek poprawna symbolika kodowa to P68 (P7 zarezerwowana jest dla Itanium).
- Pentium M – procesory serii Banias[1] i Dothan[2]; przebudowana od podstaw dla potrzeb rozwiązań mobilnych mikroarchitektura Pentium III (P6)
  - Enhanced Pentium M – Yonah[3]; zmodyfikowana dwurdzeniowa wersja mikroarchitektury Pentium M.
- Core – nowa mikroarchitektura bazująca na P6; Core 2 i Xeon (technologia 65nm).
  - Penryn[4] – 45 nm odłam mikroarchitektury Core (większa ilość pamięci cache, szybsza magistrala FSB, instrukcje SSE4.1).
- Atom – niski pobór mocy, do zastosowań w Ultra-Mobile PC, Smartfonach oraz przenośnych konsolach gier.
- Nehalem – premiera 17 listopada 2008, technologia 45nm; procesory serii Core i7, Core i5 oraz Intel Xeon serii 5500; Nehalem-EP (Intel Xeon serii 5520) dla serwerów 1-2 procesorowych; Nehalem-EX (Intel Xeon) dla serwerów 2 i więcej procesorowych.
  - Westmere – 32nm modyfikacja mikroarchitektury Nehalem; Westmere-EP dla serwerów 1-2 procesorowych Westmere-EX dla serwerów 2 i więcej procesorowych.
- Sandy Bridge – premiera w styczniu 2011 roku, technologia 32nm. Poprzednia nazwa Gesher została zmieniona w 2007 roku.
  - Ivy Bridge – 22nm odmiana Sandy Bridge; wprowadzone na rynek w kwietniu 2012 roku.
- Haswell – technologia 22nm; wprowadzone na rynek w czerwcu 2013 roku.
  - Broadwell – 14nm odmiana Haswell.
- Skylake – technologia 14nm; wprowadzona w sierpniu 2015 roku.
- Kaby Lake – technologia 14nm. Wprowadzona w sierpniu 2016 roku; złamała model „tick-tock”.
- Coffee Lake – technologia 14 nm. Wprowadzona w październiku 2017 roku.
- Comet Lake – technologia 14 nm. Wprowadzona w kwietniu 2020 roku.

## Mikroarchitektury Itanium
- Merced – pierwsza wersja procesorów Itanium.
- McKinley – ulepszona mikroachitektura użyta w pierwszych dwóch generacjach procesorów Itanium 2.
  - Montecito – ulepszona mikroarchitektura McKinley użyta w procesorach Itanium 2 serii 9000 i 9100; wersja dwurdzeniowa; coarse multithreading i inne ulepszenia.
- Tukwila – ulepszona mikroachitektura użyta w procesorach z serii Itanium 9300; dodano zintegrowany kontroler pamięci, wsparcie dla 4 rdzeni, SMT, QPI i inne ulepszenia.
- Poulson i Kittson – przyszłe wersje procesorów Itanium[5].